# Ormosia harrisoniana
Ormosia harrisoniana là một loài ruồi trong họ Limoniidae. Chúng phân bố ở miền Tân bắc.